# Kilafors
Kilafors is een plaats in de gemeente Bollnäs in het landschap Hälsingland en de provincie Gävleborgs län in Zweden. De plaats heeft 1124 inwoners (2005) en een oppervlakte van 163 hectare.

## Verkeer en vervoer
Bij de plaats lopen de Riksväg 83 en Länsväg 272.
De plaats heeft een station aan de spoorlijnen Ånge - Storvik en Kilafors - Söderhamn.